# Wallon-Cappel
Wallon-Cappel é uma comuna francesa na região administrativa de Altos da França, no departamento do Norte. Estende-se por uma área de 5.44 km². Em 2010 a comuna tinha 827 habitantes (densidade: 152 hab./km²).